# Stomatanthes africanus
Stomatanthes africanus là một loài thực vật có hoa trong họ Cúc. Loài này được (Oliv. & Hiern) R.M.King & H.Rob. miêu tả khoa học đầu tiên năm 1970.